# 圣扎卡里
圣扎卡里（法語：Saint-Zacharie，法語發音：[sɛ̃ zakaʁi]）是法国普罗旺斯-阿尔卑斯-蓝色海岸大区瓦尔省的一个市镇，属于布里尼奥勒区。

## 地理
圣扎卡里（43°23'3"N, 5°42'24"E）面积27.02 平方千米，位于法国普罗旺斯-阿尔卑斯-蓝色海岸大区瓦尔省，该省份为法国东南部沿海省份，北起上普罗旺斯阿尔卑斯省，西北角与沃克吕兹省接壤，西接罗讷河口省，南濒地中海，东临滨海阿尔卑斯省。
与圣扎卡里接壤的市镇（或旧市镇、城区）包括：奥里奥尔、特雷茨、楠斯莱潘、普朗多普斯圣博姆。

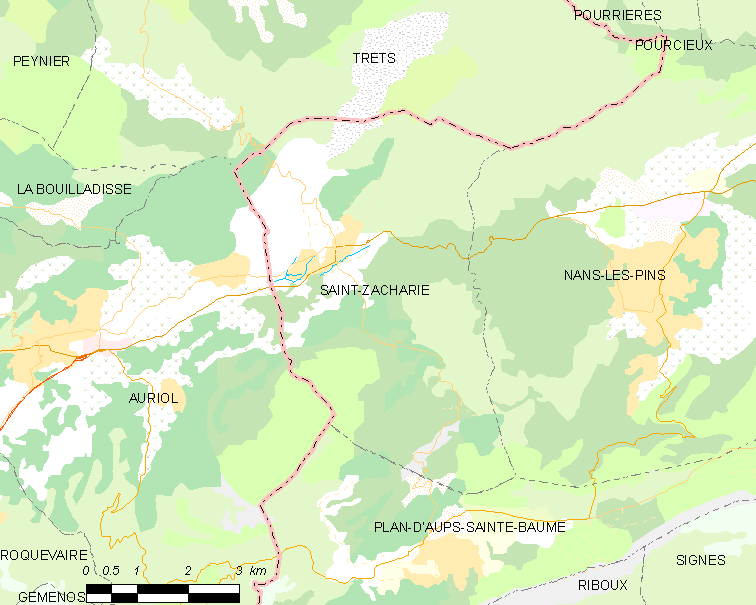
圣扎卡里的OSM定位图

圣扎卡里的时区为UTC+01:00、UTC+02:00（夏令时）。

## 行政
圣扎卡里的邮政编码为83640，INSEE市镇编码为83120。

## 政治
圣扎卡里所属的省级选区为滨海圣西尔县。

## 人口

1962-2008年间圣扎卡里人口变化图示

圣扎卡里于2022年1月1日时的人口数量为5877人。